# Oskar von Meibom

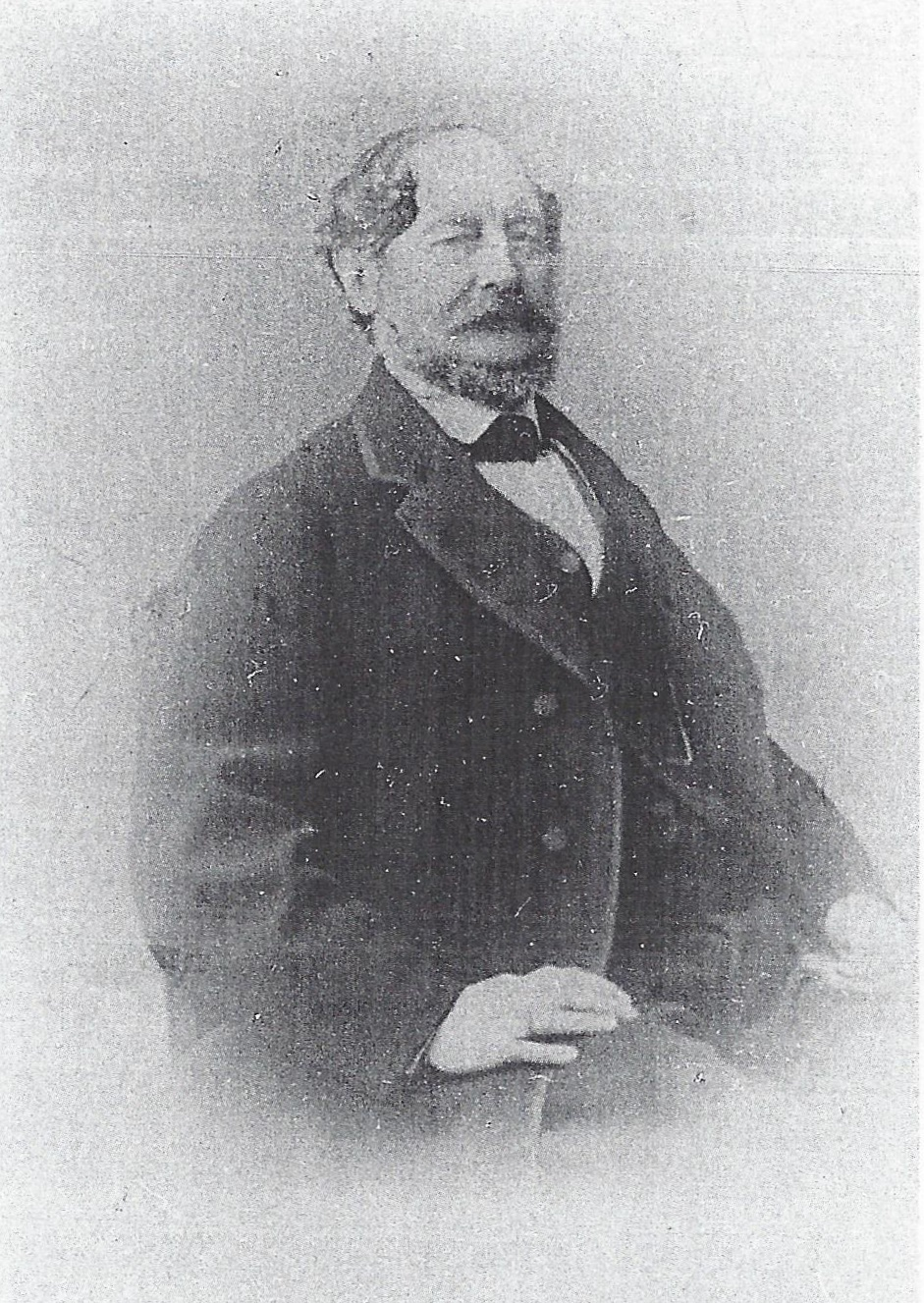
Oskar von Meibom

Oskar von Meibom (* 20. Juli 1813 in Hessisch Oldendorf; † 24. Juni 1874 in Berlin) war ein deutscher Richter und Politiker im Kurfürstentum Hessen.

## Leben
Oskar von Meibom besuchte das Gymnasium in Minden sowie das Ernestinum Rinteln. Nach dem Abitur studierte er Rechtswissenschaft an der Ruprecht-Karls-Universität Heidelberg und der Philipps-Universität Marburg. 1835 wurde er im  Corps Guestphalia Marburg aktiv. Nach den Examen trat er in die Rechtspflege von Kurhessen. Er wurde 1836 Referendar am Obergericht Kassel und 1839 Assessor am Obergericht Hanau. Dort wurde er 1848 Obergerichtsrat. Nach dem Amtsantritt des Ministeriums Hassenpflug schied er 1850 auf eigenen Wunsch aus dem kurhessischen Staatsdienst aus und wurde Rechtskonsulent des Herzogs Ernst von Sachsen-Coburg-Gotha in Gotha. In Gotha wurde er auch Justizrat und war als Rechtsanwalt tätig. 1855 wurde er Direktor der Gothaer Feuerversicherung in Berlin. Dort wurde er Geheimer Justizrat und gehörte seit 1861 der Berliner Stadtverordnetenversammlung an.
Im Februar 1870 wurde er in einer Ersatzwahl im Reichstagswahlkreis Regierungsbezirk Kassel 3 (Fritzlar, Homberg, Ziegenhain) in den Reichstag des Norddeutschen Bundes gewählt, wodurch er auch gleichzeitig Mitglied des bis zum Mai 1870 tagenden Zollparlaments wurde. Er gehörte der Nationalliberalen Partei an. Bei der Reichstagswahl 1871 schied er aus.